# クヮヴェンジャネ・ウォレス
クヮヴェンジャネ・ウォレス（Quvenzhané Wallis, 発音: [kwəˈvɑːnʒəne(ɪ)]; kwə-VAHN-zhə-nay; 2003年8月28日 - ）は、アメリカ合衆国の子役である。2012年にドラマ映画『ハッシュパピー 〜バスタブ島の少女〜』で主役のハッシュパピーを演じ、批評家に高評価され、多数の賞を獲得した。第85回アカデミー賞主演女優賞にノミネートされたが、これは同賞史上最年少記録である。

## 生い立ちとキャリア
ルイジアナ州ホーマで教師の母親とトラックの運転手の父親のあいだに生まれる。ファーストネームの一部である「Quven」は彼女の両親の名前を組み合わせたものであり、また彼女の母は zhané はスワヒリ語で「妖精」を意味すると述べている。彼女は地元のハンドゥラス小学校に通っている。
5歳のときに『ハッシュパピー 〜バスタブ島の少女〜』のオーディションを受け、4000人の他候補者を破って主役のハッシュパピー役に選ばれた。監督のベン・ザイトリンはオーディションでウォレスを見た際にすぐに探していたものが見つかったと確信し、意志の強い性格にするために脚本を変更した。『ハッシュパピー』は2012年1月にサンダンス映画祭で上映され、審査員大賞を受賞した。2013年1月10日、ウォレスはアカデミー主演女優賞にノミネートされた。当時9歳の彼女はアカデミー賞史上最年少候補者となった。なお、撮影時は6歳であった。

## フィルモグラフィ

### 映画
| 年   | 作品名                                                          | 役名                     | 備考     |
| ---- | --------------------------------------------------------------- | ------------------------ | -------- |
| 2012 | ハッシュパピー 〜バスタブ島の少女〜 Beasts of the Southern Wild | ハッシュパピー           |          |
| 2013 | それでも夜は明ける 12 Years a Slave                             | マーガレット・ノーサップ |          |
| 2014 | 預言者 Kahlil Gibran's The Prophet                              | アルミトラ               | 声の出演 |
| 2014 | ANNIE/アニー Annie                                              | アニー・ベネット         |          |
| 2015 | パパが遺した物語 Fathers and Daughters                          | ルーシー                 |          |
| 2016 | レモネード Lemonade                                             | 本人役                   |          |
| 2016 | トロールズ Trolls                                               | ハーパー                 | 声の出演 |
| 2024 | Breathe                                                         | Zora                     |          |

### ドラマ
| 年          | 作品名                                                   | 役名            | 放送/配信  | 備考                        |
| ----------- | -------------------------------------------------------- | --------------- | ---------- | --------------------------- |
| 2018        | ブラッキッシュ Black-ish                                 | Kyra            | ABC        | シーズン5                   |
| 2021 - 2023 | スワッガー Swagger                                       | Crystal Jarrett | Apple TV+  | 全2シーズン                 |
| 2022        | アメリカン・ホラー・ストーリーズ American Horror Stories |                 | FX on Hulu | シーズン2第5話"Bloody Mary" |

## 受賞
| 作品                                    | 賞                                       | 部門                                    | 結果       | 参照                 |
| --------------------------------------- | ---------------------------------------- | --------------------------------------- | ---------- | -------------------- |
| 『ハッシュパピー 〜バスタブ島の少女〜』 | アフリカン・アメリカン映画批評家協会賞   | ブレイクスルー演技賞                    | 受賞       |                      |
| 『ハッシュパピー 〜バスタブ島の少女〜』 | ブラックリール賞                         | 女優賞                                  | 受賞       |                      |
| 『ハッシュパピー 〜バスタブ島の少女〜』 | EDA賞                                    | ブレイクスルー演技賞                    | 受賞       |                      |
| 『ハッシュパピー 〜バスタブ島の少女〜』 | 第8回オースティン映画批評家協会賞        | ブレイクスルー・アーティスト賞          | 受賞       |                      |
| 『ハッシュパピー 〜バスタブ島の少女〜』 | 第18回クリティクス・チョイス・アワード   | 若手俳優賞                              | 受賞       |                      |
| 『ハッシュパピー 〜バスタブ島の少女〜』 | 第25回シカゴ映画批評家協会賞             | 有望俳優賞                              | 受賞       |                      |
| 『ハッシュパピー 〜バスタブ島の少女〜』 | ハリウッド映画賞                         | 新人賞                                  | 受賞       |                      |
| 『ハッシュパピー 〜バスタブ島の少女〜』 | ナショナル・ボード・オブ・レビュー賞     | ブレイクスルー女優賞                    | 受賞       |                      |
| 『ハッシュパピー 〜バスタブ島の少女〜』 | 第12回ニューヨーク映画批評家オンライン賞 | ブレイクスルー演技賞                    | 受賞       |                      |
| 『ハッシュパピー 〜バスタブ島の少女〜』 | サンタバーバラ国際映画祭                 | 名誉賞                                  | 受賞       |                      |
| 『ハッシュパピー 〜バスタブ島の少女〜』 | 第17回サテライト賞                       | 新人賞                                  | 受賞       |                      |
| 『ハッシュパピー 〜バスタブ島の少女〜』 | 第11回ワシントンD.C.映画批評家協会賞     | 若手俳優賞                              | 受賞       |                      |
| 『ハッシュパピー 〜バスタブ島の少女〜』 | 女性映画批評家協会賞                     | 若手女優賞                              | 受賞       |                      |
| 『ハッシュパピー 〜バスタブ島の少女〜』 | フェニックス映画批評家協会賞             | 若手俳優賞                              | 受賞       |                      |
| 『ハッシュパピー 〜バスタブ島の少女〜』 | フェニックス映画批評家協会賞             | ブレイクスルー演技賞                    | 受賞       |                      |
| 『ハッシュパピー 〜バスタブ島の少女〜』 | 第85回アカデミー賞                       | 主演女優賞                              | ノミネート | 史上最年少ノミネート |
| 『ハッシュパピー 〜バスタブ島の少女〜』 | デンバー映画批評家協会賞                 | 主演女優賞                              | ノミネート |                      |
| 『ハッシュパピー 〜バスタブ島の少女〜』 | NAACPイメージ・アワード                  | 映画主演女優賞                          | ノミネート |                      |
| 『ハッシュパピー 〜バスタブ島の少女〜』 | 第18回クリティクス・チョイス・アワード   | 主演女優賞                              | ノミネート |                      |
| 『ハッシュパピー 〜バスタブ島の少女〜』 | 第25回シカゴ映画批評家協会賞             | 主演女優賞                              | ノミネート |                      |
| 『ハッシュパピー 〜バスタブ島の少女〜』 | ダラス・フォートワース映画批評家協会賞   | 主演女優賞                              | ノミネート |                      |
| 『ハッシュパピー 〜バスタブ島の少女〜』 | インディアナ映画ジャーナリスト協会賞     | 主演女優賞                              | ノミネート |                      |
| 『ハッシュパピー 〜バスタブ島の少女〜』 | 第22回ゴッサム・インディペンデント映画賞 | ブレイクスルー俳優賞                    | ノミネート |                      |
| 『ハッシュパピー 〜バスタブ島の少女〜』 | ヒューストン映画批評家協会賞             | 主演女優賞                              | ノミネート |                      |
| 『ハッシュパピー 〜バスタブ島の少女〜』 | 第16回オンライン映画批評家協会賞         | 主演女優賞                              | ノミネート |                      |
| 『ハッシュパピー 〜バスタブ島の少女〜』 | フェニックス映画批評家協会賞             | 主演女優賞                              | ノミネート |                      |
| 『ハッシュパピー 〜バスタブ島の少女〜』 | 第9回セントルイス映画批評家協会賞        | 主演女優賞                              | ノミネート |                      |
| ANNIE/アニー                            | 第72回ゴールデングローブ賞               | 主演女優賞 (ミュージカル・コメディ部門) | ノミネート |                      |